# Lombrax
Der Lombrax ist einer der grössten Zuflüsse der Mentue und entwässert einen östlichen Abschnitt von dessen Einzugsgebiet im Kanton Waadt.

## Name
Die erste Erwähnung des Flussnamens erfolgte 1450 als Lonbry. Von 1778 ist die Bezeichnung ruisseau des Crauses soit de l’Ombraz überliefert.

## Geographie

### Verlauf
Der Lombrax ist ein Zufluss von rechts im mittleren Abschnitt des Mentuelaufs. Der Bach fliesst durch die Gebiete der Gemeinden Montanaire, Bioley-Magnoux und Donneloye.
Durch den flachen Talabschnitt von La Plataire fliesst nahe bei der Lombraxquelle auf der Südseite auch die Augine, ein anderer Nebenfluss der Mentue. Der Lombrax durchquert diese Niederung einen Kilometer weit gegen Norden und erreicht dann das tief in den Molasseuntergrund eingeschnittene, bewaldete Tal Lavaux, in welchem er gegen Nordwesten fliesst und einen Seitenbach von rechts aufnimmt. Über dieses Seitengewässer wird das gereinigte Abwasser der 1994 gebauten Kläranlage von Prahins in den Lombrax geführt. In diesem Tal folgt die Grenze zwischen den Gemeinden Bioley-Magnoux und Donneloye dem kurvenreichen Bachlauf.
Am Unterlauf des Baches liegt südlich der Ortschaft Donneloye die Siedlung Moulin Isard. Bei dieser historischen Mühle führt die alte Strasse über eine Brücke, und 300 m südlich davon überquert die neue Verbindungsstrasse von Donneloye nach Bioley-Magnoux den Bachgraben auf einem hohen Damm. Unterhalb der Häusergruppe von Moulin Isard durchquert der Lombrax ein enges Tal von 600 m Länge und erreicht westlich der zweiten Mühle Moulin du Pont und oberhalb der Mentuebrücke der Route de la Croix-Blanche den Talboden des Flusses Mentue, in welchen er von rechts mündet.

### Einzugsgebiet
Das 5,31 km² grosse Einzugsgebiet des Lombrax liegt im Schweizer Mittelland und wird durch ihn über die Mentue, den Zihlkanal, die Aare und den Rhein zur Nordsee entwässert.
Es grenzt
- im Nordosten an das Einzugsgebiet des Ruisseau de Pra Long, der über den Flonzel und den Ruisseau des Vaux in die Mentue entwässert;
- im Südosten an das des Ruisseau de l’Espérance, der über die Auginne in die Mentue entwässert;
- im Süden an das der Auginne direkt;
- im Südwesten und Westen an das der Mentue und
- im Norden an das des Ruisseau de Donneloye, der in die Mentue mündet.

Es besteht zu 27,8 % aus Bestockter Fläche, zu 67,7 % aus Landwirtschaftsfläche, zu 4,3 % aus Siedlungsfläche und zu 0,1 % unproduktiven Flächen.
Die Flächenverteilung
Die mittlere Höhe des Einzugsgebietes beträgt 647,7 m ü. M.

### Zuflüsse
- Le Correvon (rechts), 1,3 km

## Hydrologie
An der Mündung des Lombrax in die Mentue beträgt seine modellierte mittlere Abflussmenge (MQ) 80 l/s und sein Abflussregimetyp ist pluvial jurassien.
Der  modellierte monatliche mittlere Abfluss (MQ) des Lombrax in l/s

## Natur und Umwelt
Am Oberlauf des Lombrax liegen kleine Feuchtgebiete, während der mittlere und der untere Abschnitt ausser bei der Isardmühle durch Wald führen. Der natürliche Zustand des Gewässers wird wie bei einem grossen Teil des Mentuelaufs als gut beschrieben; in dieser Landschaft hat unter anderem die stark gefährdete Eintagsfliege Torelya major ein Rückzugsgebiet.
Der Fluss ist ein Waadtländer Fischereigewässer.